# Обсерватория Сьерра-Невада
Обсерватория Сьерра-Невада — астрономическая обсерватория, основанная в 1981 году в горах Сьерра-Невада, Гранада, Испания. Руководство обсерваторией осуществляет Instituto de Astrofísica de Andalucía (IAA).

## Инструменты обсерватории
- 1.5-м оптический телескоп
- 0.9-м оптический телескоп
- 0.6-м оптический телескоп
- 0.36-м оптический телескоп
- 30-м радиотелескоп

## Направления исследований
- Солнечная система
- Формирование, строение и эволюция звезд
- Формирование и эволюция галактик
- Космология

## Основные достижения
- Открыто как минимум 3 астероида в 2003 году, которые уже получили постоянное обозначение[1]
- 798 астрометрических измерений опубликовано с 2002 по 2011 года[2]
- Независимое открытие Хаумеа

## Известные сотрудники
- Хосе Луис Ортис Морено[англ.] — руководитель группы наблюдателей малых тел Солнечной системы